# Fanny Lucy Radmall
Fanny Lucy Radmall (Lambeth, 8 aprile 1857 – Hampstead Heath, 29 dicembre 1936) è stata una filantropa e attivista britannica, distintasi anche come suffragetta. A partire dal 1933 pubblicò il quotidiano Saturday Review, distintosi subito per i forti attacchi al governo laburista del Primo Ministro Ramsay MacDonald, definito "antipatriottico". Si distinse anche come pioniera nel campo dell'aviazione, divenendo nota come "la salvatrice dello Spitfire"..

## Biografia
Nacque a Lambeth, al civico 13 di Lower Kennington Green, l’8 aprile 1857, figlia di Thomas Radnall e Maria Isabella Clark. Da giovane lavorò come ballerina di fila professionista, venendo conosciuta con lo pseudonimo di "Poppy". All'età di sedici anni scappò a Parigi insieme ad un uomo benestante che aveva il doppio della sua età, Frederick Gretton, la cui famiglia possedeva il birrificio Bass Brewery. All'epoca Gretton era spostato, e nonostante una relazione tumultuosa, alla sua morte, avvenuta nel 1882, lasciò all'amata "Poppy" un vitalizio di 6.000 sterline all'anno.
Il 3 settembre 1883 convolò a nozze con il tenente colonnello Sir Theodore Francis Brinckman (1862-1937), terzo Barone di Burton, ma divorziò da lui nel corso del 1895 dopo un lungo periodo di separazione. Si risposò il 1º marzo 1901 con George Frederick William Byron, nono Barone di Byron. Durante il periodo del loro matrimonio fu molto attiva come suffragetta. Il marito si spense il 30 marzo 1917, e nell’agosto dello stesso anno, divenuta baronessa Byron, fu nominata da re Giorgio V Dama Commendatore dell'Ordine dell'Impero Britannico (DBE) per il suo sostegno a una scuola per infermiere che prestarono poi servizio durante il corso della prima guerra mondiale.
Il 12 dicembre 1924 sposò in terze nozze Sir Robert Houston, (1853-1926) I Baronetto di West Toxteth, che era membro del Parlamento per il collegio elettorale di Liverpool-West Toxteth, proprietario della compagnia di navigazione Houston Lines e magnate nel campo delle spedizioni mercantili navali. 
La coppia si stabilì sull'isola di Jersey al fine di godere di un regime fiscale agevolato. Quando il 19 gennaio 1926 Sir Robert le mostrò il suo testamento, a quanto riferito Lady Houston lo strappò, dicendogli che la cifra di 1.000.000 di sterline di eredità non era sufficiente. Sir Robert soffriva di una serie di disturbi mentali e, il 14 aprile 1926, si spense a bordo del proprio yacht Liberty, lasciandole in eredità la cifra di circa 5,5 milioni di sterline dell’epoca.
Lasciata l’isola di Jersey a bordo dello yacht Liberty, al suo arrivo in Gran Bretagna negoziò con il governo britannico il pagamento di 1,6 milioni di sterline come tassa di successione.

### La coppa Schneider del 1931

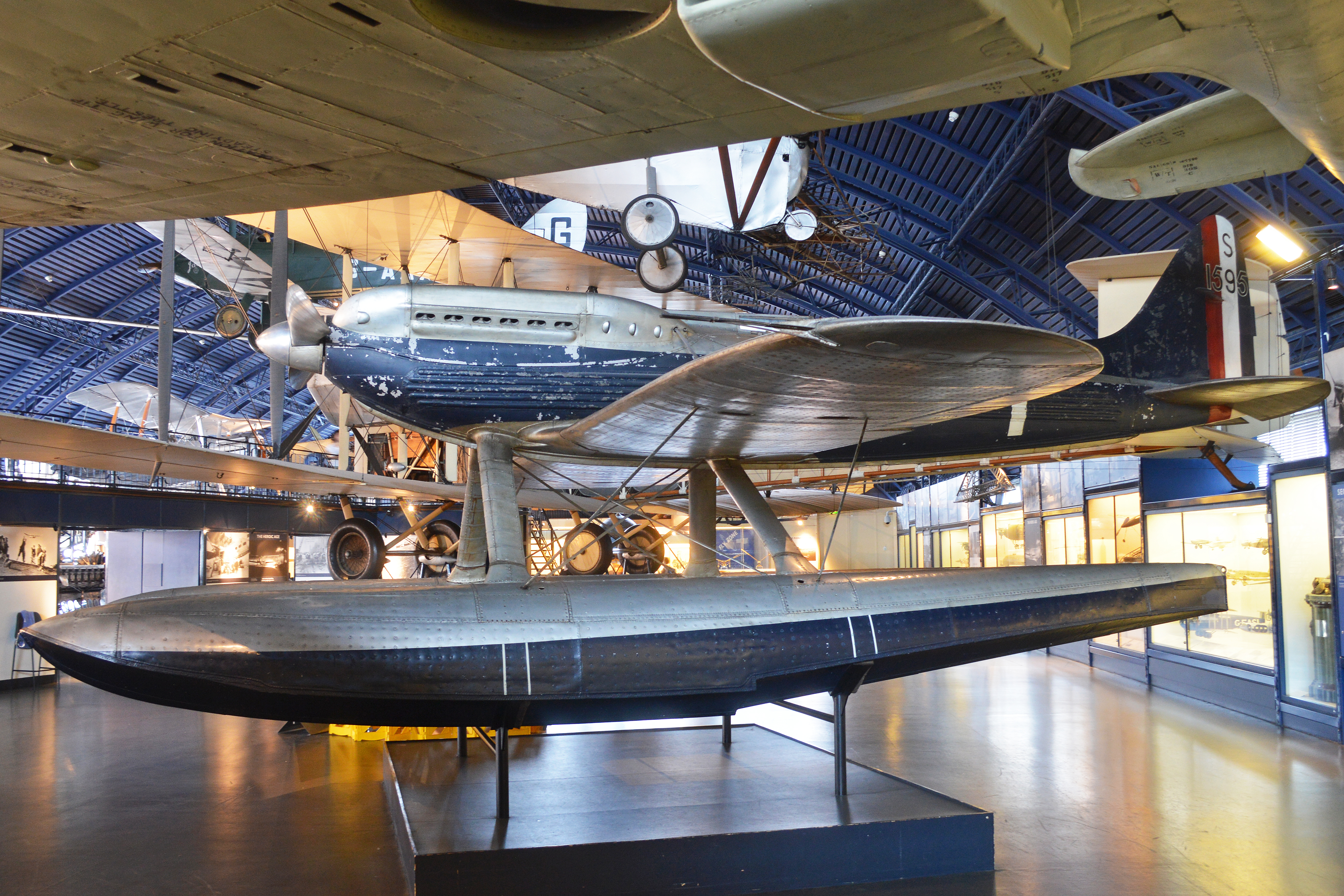
Un idrovolante Supermarine S.6B conservato presso il Museo della scienza (Londra).

Appassionatasi al mondo dell'aviazione, nel 1931 donò 100.000 sterline  alla ditta Supermarine, e questa cifra diede un grande contributo alla successiva conquista della Coppa Schneider per idrovolanti tenutasi nel corso di quell’anno.  L'iscrizione della Royal Air Force per la gara del 1931 era stata ostacolata dall'opposizione politica, in quanto il 15 gennaio il Ministero dell'Aeronautica aveva rifiutato di concedere i fondi necessari dopo la formale richiesta effettuata dal Royal Aero Club. Il Ministero proibì anche l'uso del velivolo che aveva partecipato all’edizione del 1929; vietando ai piloti dello High Speed Flight della RAF, addestrati a pilotare questi velocissimi idrovolanti, di partecipare alla competizione; dichiarando inoltre che non avrebbe fatto sorvegliare l’eventuale campo di gara, che attraversava le trafficate rotte del Solent. Il 21 gennaio il Royal Aero Club mandò una dichiarazione al Gabinetto dei Ministri, offrendosi di raccogliere la cifra di 80.000 sterline, se il governo avesse annullato i relativi decreti emessi dal Ministero dell'Aeronautica su aerei, piloti e sorveglianza marittima. 
Molti giornali sostenitori del partito conservatore all'opposizione volevano fare pressioni sul governo laburista di Ramsay MacDonald. Un quotidiano inviò un telegramma al Primo Ministro MacDonald affermando che Lady Houston si rendeva responsabile del pagamento di tutte le spese extra che Sir Philip Sassoon, allora Presidente del Royal Aero Club, non poteva fronteggiare con i soldi reperiti, così che la Gran Bretagna potesse partecipare alla conquista del trofeo Schneider. La donazione le diede l'opportunità di attaccare il governo laburista allora in carica, dichiarando che "Ogni vero britannico preferirebbe vendere la sua ultima maglia piuttosto che ammettere che l'Inghilterra non poteva permettersi di difendersi".
Mancando solo nove mesi alla competizione il capo progettista della Supermarine, Reginald Mitchell, poteva solo aggiornare i progetti preesistenti. La ditta Rolls-Royce aumentò la potenza del motore Type-R portandola fino all’erogazione di 2.300 hp a 3.200 giri/min. Il 12 settembre velivolo Supermarine S.6B si aggiudicò il trofeo, che fu assegnato definitivamente alla squadra inglese, e questo fatto diede grande impulso alla successiva realizzazione del caccia Supermarine Spitfire e del suo propulsore, il Rolls-Royce Merlin.

### Ulteriori attività nel mondo dell'aeronautica
Nel 1932 si offrì di fare una donazione di 200.000 sterline, da spendere per il rafforzamento dell'esercito e della marina britannica, ma il governo la rifiutò. Per protesta appese un enorme cartello elettrico al sartiame del suo yacht con la scritta "DOWN WITH MACDONALD THE TRAITOR" e lo mostro durante la circumnavigazione della Gran Bretagna, inviando anche un forte un telegramma di protesta al Primo Ministro. Nel 1933 finanziò la Houston-Mount Everest Flight Expedition, in cui gli aerei sorvolarono la vetta dell'Everest per la prima volta, al fine di manifestare contro la concessione di una eventuale indipendenza all'India. Nell'ottobre del 1934 inviò un cablogramma di congratulazioni ai vincitori della MacRobertson Air Race, Tom Campbell Black e C.W.A. Scott, che avevano volato da Londra a Melbourne, Australia, in 71 ore.
Rimasta sconvolta dalla crisi seguita all'abdicazione di Re Edoardo VIII avvenuta nel 1936, smise di mangiare e si spense a causa di un infarto il 29 dicembre dello stesso anno, all'età di 79 anni, presso la sua casa, il Byron Cottage, di Hampstead Heath.  Non avendo avuto figli e senza aver stilato un proprio testamento corrente, la sua eredità, di oltre 1,5 milioni di sterline,  andò all’unica sorella che le era sopravvissuta, la signora Florence Wrey.

### Annotazioni
1. ↑  Era la nona di dieci figli della coppia.
2. ↑  Di professione magazziniere di lana e cardatore.
3. ↑  Secondo alcune testimonianze aveva assunto un assaggiatore per il cibo, in quanto temeva di essere avvelenato.
4. ↑  La consistenza dello High Speed Flight nel 1931 era assicurata dallo Sqn. Ldr. Orlebar, dal Flt. Lieut. Boothman, dal Flt. Lieut. W. Dry, dal Flt. Lieut. E. J. L. Hope, dal Flt. Lieut. F. W. Long, dal Flt. Lieut. G. H. Stainforth dal Flg. Off. L. S. Snaith, mentre il Lieut. G. L. Brinton proveniva dalla Royal Navy.
5. ↑  In lingua inglese: Every true Briton would rather sell his last shirt than admit that England could not afford to defend herself.
6. ↑  Da ricordare che la squadra inglese corse da sola, perché ne gli italiani, ne i francesi, riuscirono a mettere a punto i loro velivoli per la gara.
7. ↑  Sir Arthur Sidgreaves, all’epoca amministratore delegato della Rolls-Royce, commentò che la partecipazione alla coppa Schneider del 1931 aveva consentito alla ditta di realizzare un efficiente propulsore in linea in soli due anni, invece dei sei o dieci anni preventivati.
8. ↑  La sua tomba si trova nel St Marylebone Cemetary, nel nord di Londra, e la lapide commemorativa la descrive come "uno dei più grandi patrioti d'Inghilterra".

### Fonti
1. 1 2 3   Astonishing Exploits of England's "Lady Bountiful", in Milwaukee Sentinel, 7 febbraio 1937. URL consultato il 20 aprile 2018 (archiviato dall'url originale il 1º maggio 2016).
2. ↑   Saviour of the Spitfire, in Telegraph. URL consultato il 21 dicembre 2016 (archiviato dall'url originale il 21 aprile 2018).
3. 1 2  Macnair 2016, p. 4.
4. ↑  Macnair 2016, p. 7.
5. ↑  Macnair 2016, p. 6.
6. 1 2 3 4 5 6   Peter Almond, Saviour of the Spitfire, in The Daily Telegraph, 15 settembre 2010. URL consultato il 20 aprile 2018 (archiviato dall'url originale il 21 aprile 2018).
7. ↑  Macnair 2016, p. 13.
8. 1 2  Macnair 2016, p. 12.
9. 1 2 3 4 5 6  Gottlieb 2003, p. 310.
10. ↑  Macnair 2016, p. 14.
11. ↑  Macnair 2016, p. 18.
12. ↑  Macnair 2016, p. 25.
13. ↑  Macnair 2016, p. 32.
14. ↑  Macnair 2016, p. 33.
15. ↑  Macnair 2016, p. 34.
16. 1 2 3  Macnair 2016, p. 43.
17. ↑  Macnair 2016, p. 37.
18. 1 2  Macnair 2016, p. 41.
19. 1 2 3 4 5 6 7 8  Theflightblog.
20. ↑  Oxford Dictionary of National Biography 2004, p. 299.
21. 1 2 3 4 5  Lewis 1970, p. 227.
22. 1 2  Lewis 1970, p. 229.
23. 1 2  Lewis 1970, p. 228.
24. ↑  Lewis 1970, p. 231.
25. ↑  Lewis 1970, p. 249.
26. ↑  Lewis 1970, p. 257.
27. 1 2 3  Lewis 1970, p. 269.
28. ↑  Lewis 1970, p. 272.
29. ↑  The Daily Mirror, Wednesday, 24 October 1934, p. 3. "Brave Men Of My Heart" telegramma di Lady Houston a Mister CWA Scott.
30. ↑  Macnair 2016, p. 23.